# Купенхајм
Купенхајм (њем. Kuppenheim) град је у њемачкој савезној држави Баден-Виртемберг. Једно је од 23 општинска средишта округа Раштат. Према процјени из 2010. у граду је живјело 7.678 становника. Посједује регионалну шифру (AGS) 8216024.

## Географски и демографски подаци
Купенхајм се налази у савезној држави Баден-Виртемберг у округу Раштат. Град се налази на надморској висини од 127 метара. Површина општине износи 18,1 km². У самом граду је, према процјени из 2010. године, живјело 7.678 становника. Просјечна густина становништва износи 425 становника/km².

## Међународна сарадња
| Мјесто | Држава    | Врста сарадње | Од    |
| ------ | --------- | ------------- | ----- |
|        | Француска | партнерство   | 1986. |
| Извор  |           |               |       |